# بوئینگ مدل ۴۰
بوئینگ مدل ۴۰ (به انگلیسی: Boeing Model 40) یک هواگرد ملخ‌پیشین تک‌موتوره از نوع پُستی ساخت شرکت بوئینگ است. هواگرد بوئینگ مدل ۴۰ نخستین پروازش را در ۲۰ ژوئیهٔ ۱۹۲۵ انجام داد. این هواگرد در ۱ ژوئیهٔ ۱۹۲۷ رسماً معرفی شد. در مجموع، تعداد ۸۰ فروند از این هواگرد ساخته شده است.